# Oszustwo metodą na policjanta
Oszustwo metodą na policjanta – metoda oszustwa, którego ofiarą padają najczęściej osoby starsze. Oszuści wyszukują w książkach telefonicznych osoby o imionach, które mogą sugerować starszy wiek. Następnie oszust dzwoni do seniora, mówiąc, że jest kimś z rodziny i potrzebuje pomocy finansowej. Po chwili do pokrzywdzonego dzwoni kolejny telefon. W trakcie rozmowy senior dowiaduje się, że rozmawia z policjantem, który rozpracowuje grupę oszustów. Osoba podająca się za policjanta prosi o przekazanie pieniędzy oszustowi, informując jednocześnie, że całą akcję obserwować będą funkcjonariusze policji. Po wszystkim fałszywi policjanci znikają, a wraz z nimi oszczędności seniora.
Istnieje wiele wariantów oszustwa metodą na policjanta, takich jak np. wyłudzenie podczas rozmowy telefonicznej haseł do bankowości elektronicznej pod przykrywką walki z hakerami. Ofiary oszustwa metodą na policjanta często tracą duże ilości gotówki.